# Sinjeong

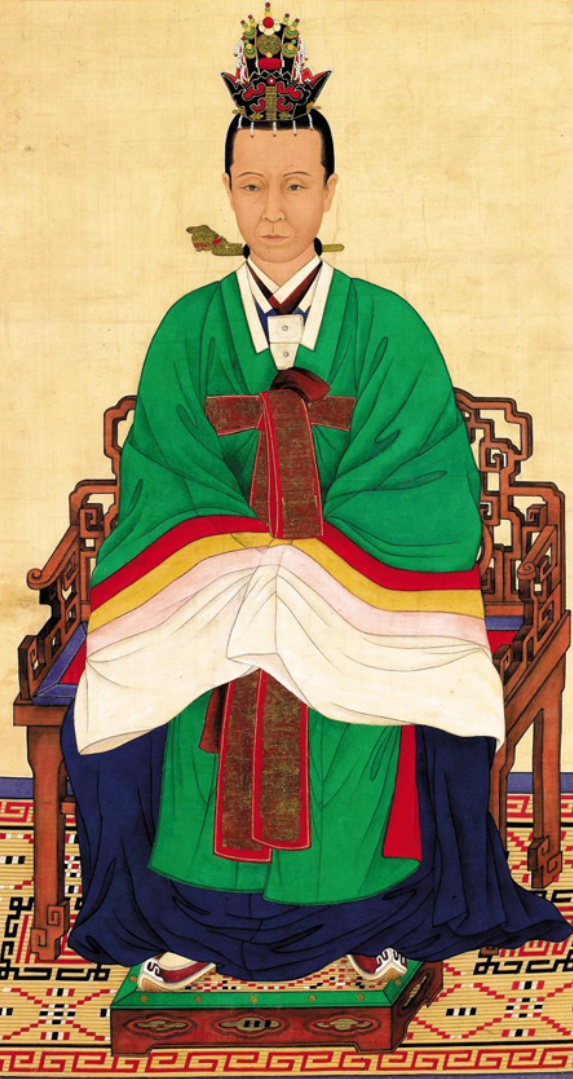
Sinjeong

Sinjeong, född 1809, död 1890, var en koreansk kronprinsessa och regent 1864-1873. 
Hon var gift med kronprins Hyomyeong, som avled 1830, och mor till Heonjong av Korea. Hennes son avled barnlös 1849, och Cheoljong av Korea utsågs till hans efterträdare. När även denne avled barnlös 1863, försökte änkedrottning Cheorin och Andong Kim-klanen hävda rätten att utse en ny kung. Istället övertog Sinjeong denna makt, utsåg Gojong av Korea till monark. Gojong var omyndig, och Sinjeong blev Koreas regent fram till hans myndighetsdag 1873, men hon överlät i själva verket all makt åt kungens far Heungseon Daewongun och behöll själv enbart titeln regent.